# 卡洛斯·马滕斯·比隆戈
卡洛斯·马滕斯·比隆戈（Carlos Martens Bilongo ，1990年12月31日—）是一名法國教师和政治人物，2022年法國立法選舉期間當選國民議會議員。他的選區位於瓦兹河谷省。他所在的政黨是不屈法国。

## 早年生活和事业
卡洛斯·马滕斯·比隆戈生于维利耶勒贝勒，父母來自刚果民主共和国和安哥拉。 
2012年，卡洛斯·马滕斯·比隆戈在巴黎一所名叫Isifa Plus Values的商學院获得法国高级技师证书。 
卡洛斯·马滕斯·比隆戈後來成為一位技术销售代表和业务经理。 2019年加入一所名為Alexandre-Dumas的高中並在該校担任经济学和法学教师。 

## 政治生涯

### 法国国民议会
卡洛斯·马滕斯·比隆戈於2022年以不屈法国黨員的身份當選國民議會議員。
2022年11月3日，在国民议会議員向政府官員提出质询時，卡洛斯·马滕斯·比隆戈提到希望法国能和意大利等欧洲国家合作妥善安置非洲難民，結果他的話被國民聯盟籍议员格雷瓜尔·德·富尔纳打断，格雷瓜尔·德·富尔纳對卡洛斯·马滕斯·比隆戈表示「你应该回到非洲去」。  國民議會主席娅埃尔·布朗-皮韦隨即下令中止会议。 